# التهاب بالورم الحبيبي الأصفر
التهاب بالورم الحبيبي الأصفر هو شكلٌ من أشكال الالتهاب الحاد والمزمن الذي يتميز بتجمعٍ وفير من الخلايا البلعمية الكبيرة الرغوية بين الخلايا الالتهابية الأخرى. وجود الالتهاب في الكلى وحويضتها يُعد الأكثر شيوعًا وشهرةً، يليه حدوثه في المرارة ولكن سُجلت العديد من الحالات الأخرى لاحقًا. تمت مراجعة النتائج المرضية للعملية والملاحظات المسببة للأمراض والسريرية بواسطة كوزوتو وكاربوني.

## موقع
يُلاحظ النوع الأكثر شيوعًا للالتهاب الورم الحبيبي الأصفر في التهاب الحويضة والكلية والتهاب المرارة، على الرغم من أنه تم وصفه مؤخرًا في مجموعة من المواقع الأخرى بما في ذلك الشعب الهوائية والرئة وبطانة الرحم والمهبل وقناتي فالوب والمبيض والخصية والبربخ والمعدة والقولون، الدقاق والبنكرياس والعظام والغدد الليمفاوية والمثانة والغدة الكظرية والبطن والعضلات. يمكن أن يكون تفكيك الالتهاب بالورم الحبيبي الأصفر من حالة الورم سريريًا أمرًا صعبًا كما أشار العديد من المؤلفين. اقترح كوزوتو وكاربوني أن مجموعة واسعة من الكيانات التي تتميز بمحتوى كبير من المنسجات والبلاعم الرغوية يمكن إرجاعها جزئيًا على الأقل إلى التهاب الورم الحبيبي. وتشمل هذه الاضطرابات المتنوعة مثل الورم الأصفر الورم الحبيبي الغروي في المرارة، ومرض ويبل، الورم الكاذب الالتهابي في الرئة، الورم الحبيبي لخلايا البلازما في الرئة، الملاكوبلاكية، الورم الأصفر الفيروسي الشكل، كثرة المنسجات الرغوية في الطحال في فرفرية نقص الصفيحات، الورم الأصفر المعزول في الأمعاء الدقيقة، الورم الليفي الصفراوي للعظام، والصفراء المعدية.
يمكن اقتراح نموذج إمراضي على النحو التالي:
1. تقيح ونزيف ونخر،
2. الأنسجة الحبيبية مع المنسجات الحبيبية والضامة الرغوية،
3. أنماط شبيهة بورم الخلايا الليفية أو الورم الحبيبي لخلايا البلازما،
4. ممكن حؤول الأرومة الليفية العضلية.

تم الإبلاغ عن آفة ليفية تفاعلية تحاكي ورم المنسجات الليفي بواسطة سنوفر. تعتبر الخلايا الحبيبية التفاعلية في مواقع الصدمة ذات طبيعة منسجات. قد تشترك كثرة المنسجات الجيبية المصحوبة بتضخم العقد اللمفية (مرض روزي دورفمان) في عدة جوانب من الالتهاب بالورم الحبيبي الأصفر. وبالمثل، قد يكون هناك بعض التراكب بين الالتهاب بالورم الحبيبي الأصفر ومجمع الورم الحبيبي لخلايا البلازما / ورم المنسجات الورم العضلي الليفي الالتهابي. قد يكون الالتهاب بالورم الحبيبي الأصفر مرحلة مهمة في هذا المجمع.

## علم الأنسجة
تحت المجهر، يشمل التسلل الخلوي العدلات والخلايا الليمفاوية وخلايا البلازما وخلايا الدم الحمراء والضامة المحملة بالهيموسيديرين وخلايا المنسجات الرغوية السائدة. تتخلل هذه الأخيرة بين خلايا أخرى ولكنها غالبًا ما تتجمع في نمط مضغوط يشبه الفسيفساء. تعرض الضامة الكبيرة المحملة بالدهون السيتوبلازم الحمضي أو الصافي بجودة حبيبية ومفرغة ولكن يمكن أن يكون لها أيضًا شكل مغزل.
النزيف والتقيح والنخر هي الشروط الأولية التي أدت إلى استجابة الورم الحبيبي. تزداد خلايا البلازما والتليف في مراحل لاحقة مع كون الأولى عديدة وبارزة. المتقلبة والإشريكية القولونية هي البكتيريا الأكثر شيوعًا في التهاب الحويضة والكلية الورمي الحبيبي. تكون الخلايا الرغوية ذات الأصل الوحيدات / البلاعم إيجابية بالنسبة لـ KP1 و HAM56 و CD11b و CD68 كما أشار ناكاشيرو وآخرون. في التهاب المرارة الحبيبي الأصفر). تم تحديد العديد من الخلايا اللمفاوية التائية من قبل هؤلاء المؤلفين إيجابيين لـ CD4 و CD8. أظهرت البلاعم والخلايا اللمفاوية التائية تعبيرًا ملحوظًا عن مستضد HLA-DR. تم اقتراح تفاعل فرط الحساسية المتأخر من النوع المناعي الخلوي في التسبب في التهاب المرارة الورمي الحبيبي.
يمكن أن تحدث كتل مدمرة تشبه الورم مع امتداد متغير إلى الدهون والأنسجة الضامة المجاورة في الحالات التي تشمل أعضاء مثل الكلى والمرارة.